# Edward Littleton (2e baron Hatherton)
Edward Richard Littleton, 2e baron Hatherton (31 décembre 1815 - 2 avril 1888), est un pair britannique et député libéral de la famille élargie Littleton / Lyttelton.

## Biographie
Il est le fils d'Edward Littleton (1er baron Hatherton), et de Hyacinthe Mary Wellesley, fille illégitime aînée de Richard Wellesley, 1er marquis Wellesley. Il fait ses études au collège d'Eton.
Il est élu à la Chambre des communes pour Walsall en 1847, poste qu'il occupe jusqu'en 1852. Il représente ensuite Staffordshire Southern de 1853 à 1857. En 1863, il succède à son père en tant que second baron Hatherton et entre à la Chambre des lords. Il n'est pas un homme politique aussi actif que son père et le Hansard n'enregistre que deux interventions au Parlement - une à la Chambre des communes et une au Lords.
Il est également colonel de la 2e milice de Stafford (King's Own). Il est nommé Compagnon de l'Ordre du Bain lors des honneurs de l'anniversaire de 1881.
Lord Hatherton épouse Margaret Percy, deuxième fille de George Percy (5e duc de Northumberland), en 1841. Ils ont cinq fils :
- Edward George Percy (né le 15 août 1842)
- Algernon Charles (né en 1843), marié à Margaret Needham, fille de Francis Needham (2e comte de Kilmorey)
- Henry Stuart (né en 1844)
- William Francis (né en 1847)
- Cecil James (né en 1850) a épousé Katherine, fille de Charles Robert Rowley, 4e baronnet.

Il meurt à Londres, en avril 1888, à l'âge de 72 ans. Son fils aîné, Edward, lui succède comme baron. Lady Hatherton est morte en 1897.